# Orrs Springs
Orrs Springs – obszar niemunicypalny w hrabstwie Mendocino, w Kalifornii (Stany Zjednoczone), na wysokości 305 m. Znajduje się 24 km na północ od Boonville.